# Брессаноне
Брессаноне (італ. Bressanone [bressaˈnoːne]; також нім. Brixen, Бріксен нім. вимова: [ˈbrɪksn̩], до 1919 року офіційна назва Brixen am Eisack; ладин. Porsenù або Persenon) — комуна в Італії, у регіоні Трентіно-Альто-Адідже,  провінція Больцано.

## Географія
Брессаноне розташоване на відстані близько 540 км на північ від Рима, 85 км на північний схід від Тренто, 34 км на північний схід від Больцано.
Населення — 21 384 особи (2014).

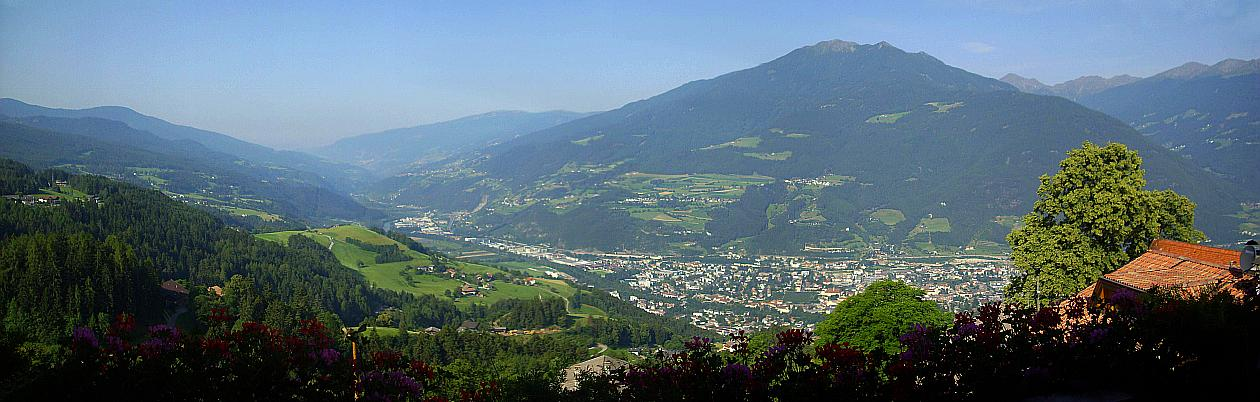

Щорічний фестиваль відбувається 2 лютого. Покровитель — Ingenuino.

## Демографія
Населення за роками:

Станом на 1 січня 2023 року в муніципалітеті офіційно проживали 2622 іноземці з 98 країн, серед них 891 громадянин країн Євросоюзу та 161 громадянин України.

## Клімат
| BRIXEN              | Місяці | Місяці | Місяці | Місяці | Місяці | Місяці | Місяці | Місяці | Місяці | Місяці | Місяці | Місяці | Пора | Пора  | Пора | Пора  | Рік   |
| BRIXEN              | Січ    | Лют    | Бер    | Кві    | Тра    | Чер    | Лип    | Сер    | Вер    | Жов    | Лис    | Гру    | Зим  | Вес   | Літ  | Осі   | Рік   |
| ------------------- | ------ | ------ | ------ | ------ | ------ | ------ | ------ | ------ | ------ | ------ | ------ | ------ | ---- | ----- | ---- | ----- | ----- |
| Темп. макс. (°C)    | 2.6    | 7.2    | 12.5   | 16.7   | 21.3   | 24.7   | 26.9   | 26.3   | 22.5   | 16.3   | 8.1    | 2.8    | 4.2  | 16.8  | 26   | 15.6  | 15.7  |
| Темп. мін. (°C)     | -6.5   | -4.1   | -1.0   | 2.8    | 6.7    | 9.7    | 11.5   | 11.0   | 8.1    | 3.7    | -1.4   | -5.4   | -5.3 | 2.8   | 10.7 | 3.5   | 2.9   |
| Опади (мм)          | 21.0   | 20.8   | 28.4   | 44.1   | 79.7   | 83.7   | 109.4  | 113.9  | 68.0   | 51.9   | 48.5   | 23.8   | 65.6 | 152.2 | 307  | 168.4 | 693.2 |
| Дні опадів (≥ 1 мм) | 4      | 4      | 5      | 7      | 11     | 10     | 11     | 10     | 7      | 6      | 6      | 4      | 12   | 23    | 31   | 19    | 85    |

## Сусідні муніципалітети
- Фунес
- Лузон
- Нац-Шіавес
- Сан-Мартіно-ін-Бадія
- Варна
- Вельтурно

## Відомі особистості
В поселенні народився:
- Матео Гофрілєр (1659-1742) —  італійський майстер струнних музичних інструментів.

## Галерея зображень

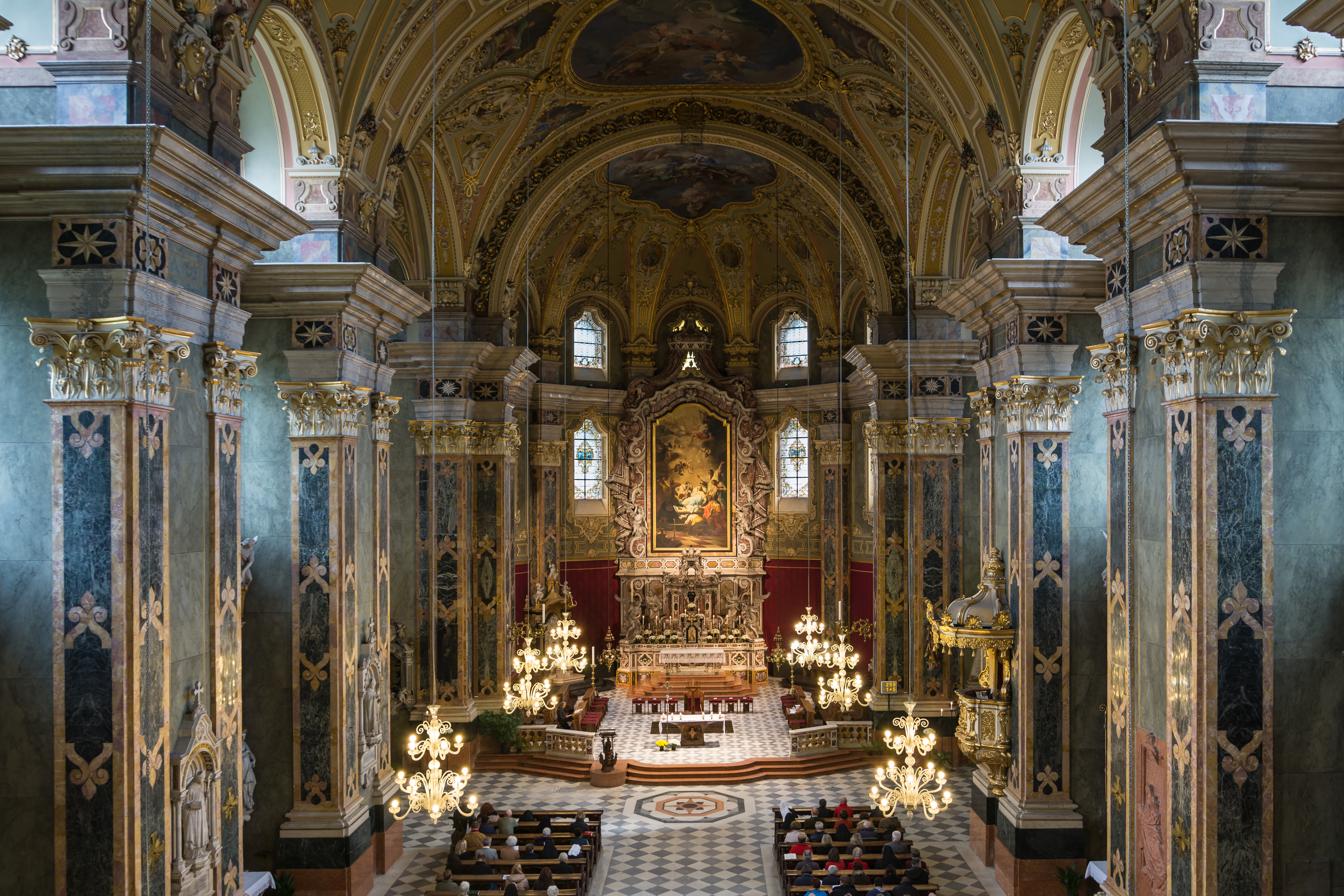
Інтер’єр кафедрального собору Брессаноне. Перед недільним зібранням.
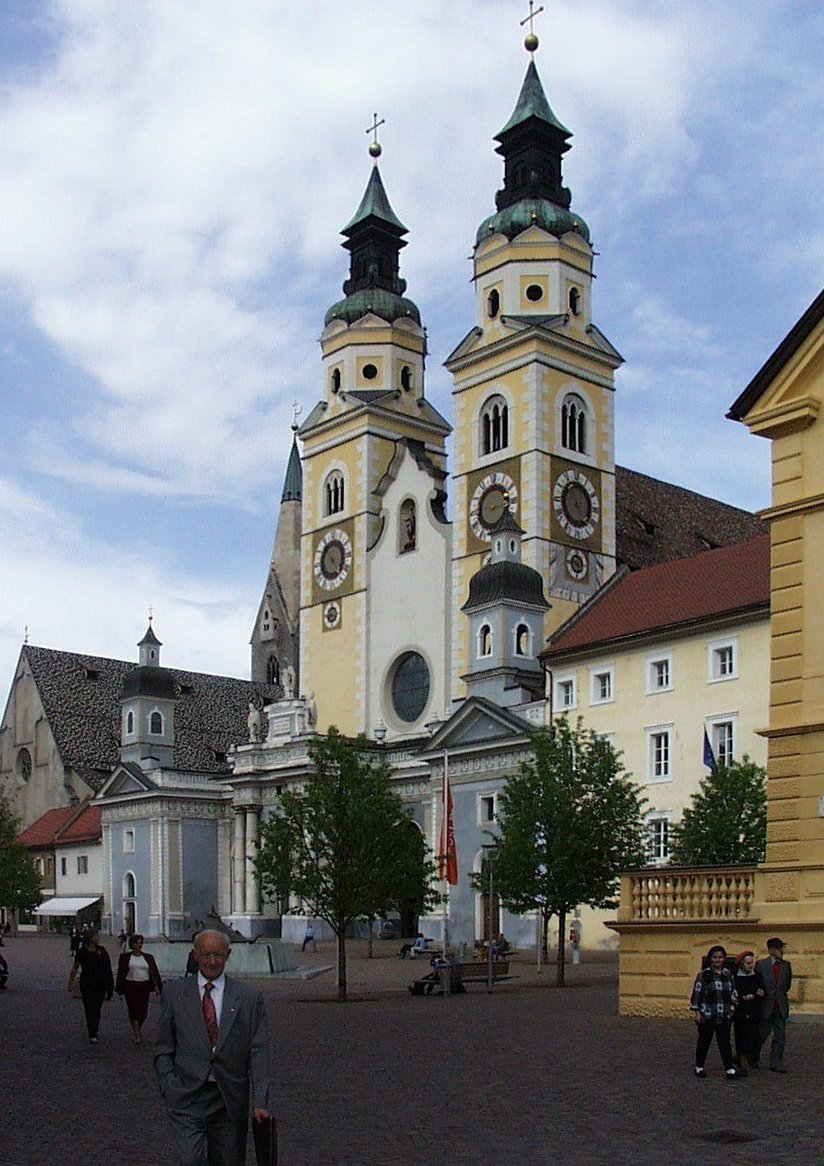
Собор Брессаноне, Il Duomo di Bressanone
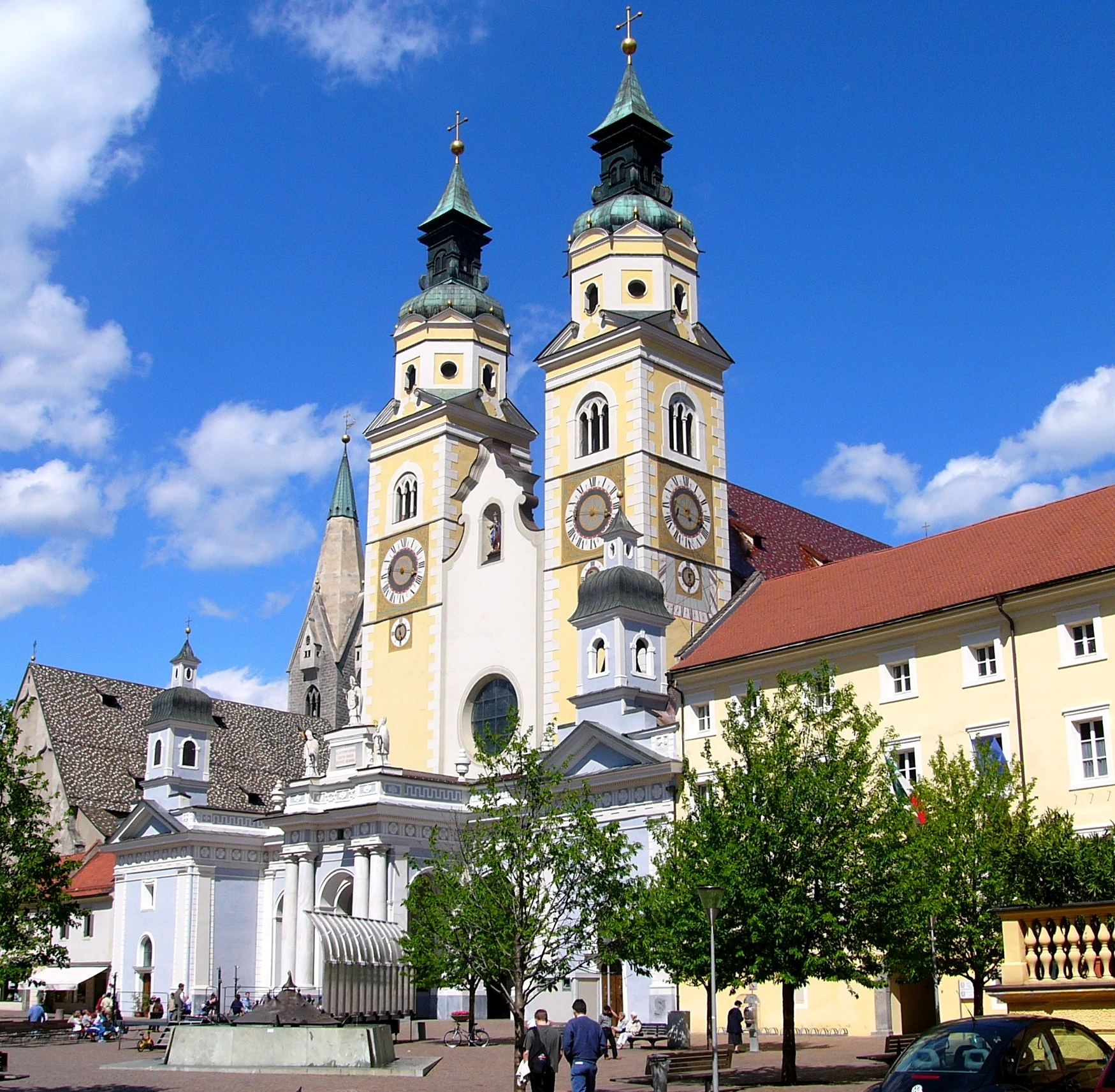
Собор Брессаноне, Il Duomo di Bressanone
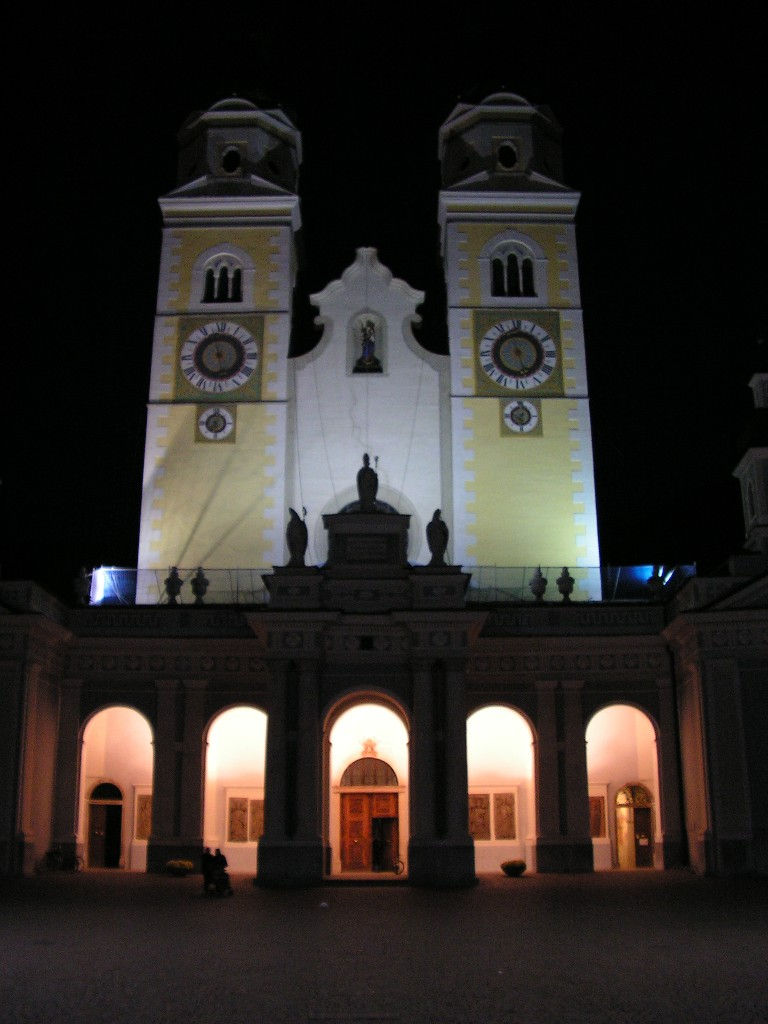
Собор Брессаноне, Il Duomo di Bressanone
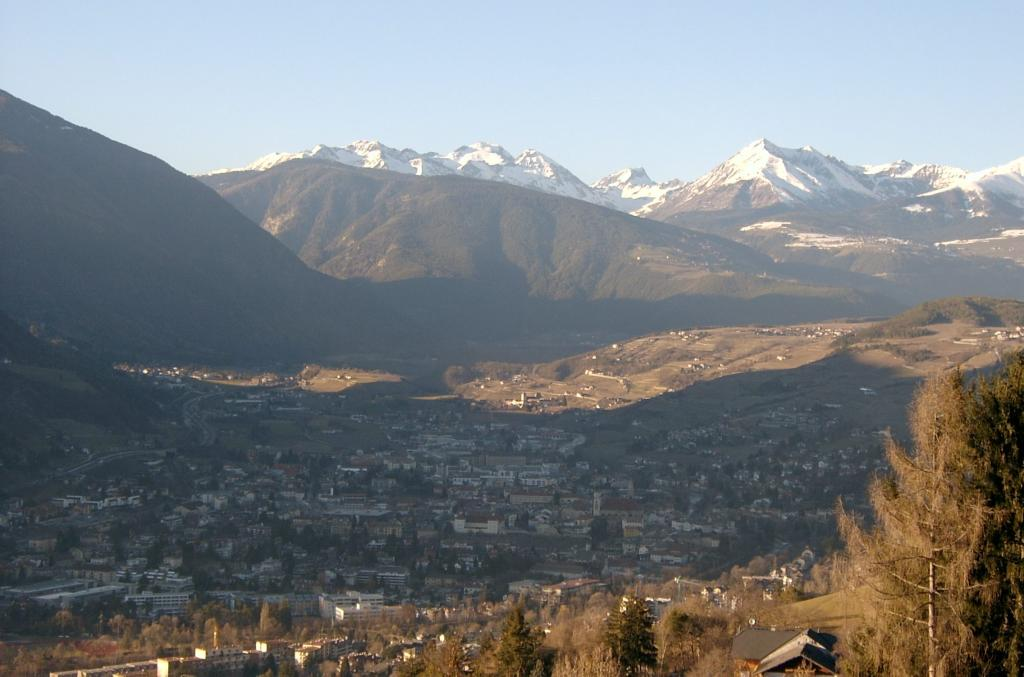
Панорама Брессаноне